# Cibanteng (Parungponteng)
Cibanteng is een bestuurslaag in het regentschap Tasikmalaya van de provincie West-Java, Indonesië. Cibanteng telt 4275 inwoners (volkstelling 2010).